# Dorstenia urceolata
Dorstenia urceolata là một loài thực vật có hoa trong họ Moraceae. Loài này được Schott mô tả khoa học đầu tiên năm 1821.